# 汀泗橋戰鬥 (湘鄂戰爭)
汀泗橋戰鬥發生於1921年8月19日，地點則是在中國湖北一帶。是北洋政府時期內戰之一，也是湘鄂戰爭的一部份。交戰兩方為湘軍及直軍吳佩孚。戰鬥結束後，攻打湖北的湘軍與守勢的吳佩孚仍然對峙。值得一提的是，此戰鬥吳佩孚使用新式船艦攻打湘軍部。